# Type 61
O Tipo 61 (japonês:ろくいちしきせんしゃKanji: 61式戦车) foi um tanque principal batalha, desenvolvido e utilizado pelo Força Terrestre de Autodefesa do Japão (JGSDF), construído pela Mitsubishi Heavy Industries. O desenvolvimento começou em 1955 e foi utilizado primeira vez em abril de 1961. O número 61 segue o ano de implantação. Um total de 560 unidades do Tipo 61 foram fabricados entre 1961 a 1975, quando a produção cessou.